# 僕はコレクター
『僕はコレクター』（ぼくはこれくたー）は、日本のロックバンド、THE COLLECTORSが1987年11月21日に発売したメジャー・デビュー・アルバム。

## 概要
THE COLLECTORSのメジャー・デビュー・アルバム。
前作『ようこそお花畑とマッシュルーム王国へ』はインディーズレーベルからの販売であったが、本作はテイチクのBAIDISレーベルから販売された。BAIDISレーベルからは本作を含め4作品のオリジナル・アルバムが発売された。

## 音楽性
THE COLLECTORSの原点とも言える作品であり、今現在でもライブでこの作品からの楽曲が多数演奏される。特に表題曲の「僕はコレクター」は、自分達を紹介する曲としてライブ公演の最初に演奏されることが多々あった。今現在は、ライブ公演の最後に演奏されることが多い。

## リリース変遷
2004年にTHE COLLECTORSのアルバム11作品が紙ジャケット仕様でリマスタリングされ、再発売された中の1つである。
本作の再発盤にはボーナス・トラックが8曲収められている。収録時間は通常盤の40分24秒に対し、再発盤は69分33秒にもわたる。
作品のアレンジとして、高浪慶太郎と長谷川智樹によるユニット「WINK SERVICE」が参加している。

## 収録曲
- 全曲作詞・作曲：加藤ひさし

1. 僕はコレクター
2. TOO MUCH ROMANTIC!
3. プ･ラ･モ･デ･ル
4. 1･2･3･4･5･6･7 DAYS A WEEK
5. GO! GO! GO!
6. 僕は恐竜
7. ロボット工場
8. おかしな顔(ファニー・フェイス)
9. 問題児
10. 恋のカレイドスコープ
11. 夢みる君と僕
12. 僕の時間機械

紙ジャケット再発盤ボーナス・トラック
1. 僕はコレクター (Re-Mix/Neo GS Strings Version)
2. 夢みる君と僕 (Single Version)
3. プ･ラ･モ･デ･ル (Re-Mix)
4. NICK! NICK! NICK! (from TOKYO MODS COMPILATION “DANCE”)
5. TOO MUCH ROMANTIC! (LIVE‘90/Previously Unreleased)※完全未発表
6. プ･ラ･モ･デ･ル (LIVE‘87/Previously Unreleased)※完全未発表
7. おかしな顔(ファニー･フェイス) (LIVE‘87/Previously Unreleased)※完全未発表
8. 僕の時間機械 (LIVE‘87)